# Steinhöfel
Steinhöfel est une commune d’Allemagne située dans le nord de l'arrondissement d'Oder-Spree, au Brandebourg. Le château de Steinhöfel, construit dans les années 1730, est considéré un des plus beaux de la région.

## Géographie
La commune se situe dans l'ouest du pays de Lubusz.

### Subdivisions
La commune est divisée en 12 districts :
| 1. Arensdorf 2. Beerfelde 3. Buchholz 4. Demnitz | 1. Gölsdorf 2. Hasenfelde 3. Heinersdorf 4. Jänickendorf | 1. Neuendorf im Sande 2. Schönfelde 3. Steinhöfel 4. Tempelberg |

## Histoire
La localité de Steinhobell a été mentionnée pour la première fois dans un registre foncier du diocèse de Lebus en 1401, lorsque la région appartenait à la marche de Brandebourg. Pendant des siècles, le domaine était la propriété de la noble famille des Wulffen. 
Le village fut dévasté durant la guerre de Trente Ans. C'est autour de 1730 que la lignée fait construire un manoir baroque, base du château actuel construit à partir de 1790 selon les plans de l'architecte David Gilly. De 1815 jusqu'en 1945, Steinhöfel était incorporé dans le district de Francfort au sein de la province de Brandebourg.

## Personnalités liées à la ville
- Anton von Massow (1831-1921), général né à Demnitz et mort au château de Steinhöfel.